# Macteola chinoi
Macteola chinoi is een slakkensoort uit de familie van de Mangeliidae. De wetenschappelijke naam van de soort is voor het eerst geldig gepubliceerd in 2012 door Stahlschmidt, Fraussen & Kilburn.